# Everett Range
Die Everett Range ist ein schroffer, hauptsächlich eisbedeckter Gebirgszug von etwa 100 km Länge im Nordwesten des ostantarktischen Viktorialands. In den Concord Mountains ragt er zwischen dem Greenwell-Gletscher und dem Ebbe-Gletscher auf.
Kartografisch erfasst wurde das Gebirge durch Vermessungsarbeiten des United States Geological Survey und mithilfe von Luftaufnahmen der United States Navy zwischen 1960 und 1963. Das Advisory Committee on Antarctic Names benannte es 1964 nach William H. Everett von der US Navy, Kommandeur der antarktischen Fliegerstaffel VX-6 zwischen 1962 und 1963.